# Kadyrowzy

Emblem des 141. motorisierten Spezialregiments; offizieller Name der Kadyrowzy-Division.

Die Kadyrowzy (russisch Кадыровцы ‚Kadyrows Anhänger‘; Transkription nach ISO/DIN: Kadyrovcy) bilden eine verstärkte Division der russischen Nationalgarde, die vom tschetschenischen Präsidenten Ramsan Kadyrow kommandiert wird, der einen Generalsrang der Nationalgarde innehat.

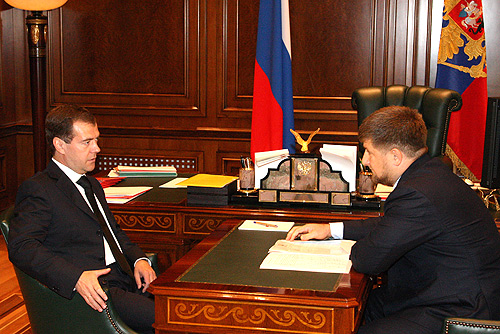
Ramsan Kadyrow (rechts) mit Dmitri Medwedew (2008)

## Geschichte
Die Kadyrowzy entstanden 1994 als irreguläre Miliz, die von Achmat Kadyrow geführt wurde, dem späteren Präsident der Tschetschenischen Republik und Vater von Ramsan Kadyrow, und erst auf Seiten der Tschetschenisch-islamischen Republik kämpfte.
Der Begriff Kadyrowzy wurde während des Tschetschenienkrieges 1999 benutzt, als die Miliz auf der Seite der Russischen Föderation gegen die Separatisten kämpfte. Achmat Kadyrow wurde 2004 ermordet, und die Führung der Miliz ging an seinen Sohn, Ramsan Kadyrow.
2006 wurde die Miliz als 141. motorisiertes Spezialregiment dem Innenministerium unterstellt, nach Gründung der Nationalgarde wechselte es in diese. Nach dem Ende des Tschetschenienkriegs 2009 warfen Medienberichte den Kadyrowzy Menschenrechtsverletzungen wie Mord und Folter vor. Die Kadyrowzy hätten sich „an keine Rechtsnormen gebunden“ gefühlt, da sie während des Kriegs autonom agierten und nicht dem russischen Innenministerium unterstanden.
Internationale Spannungen verursachten russische Übertretungen von Entmilitarisierungs-Vereinbarungen auf Spitzbergen. 2016 hatten tschetschenische SOF-Fallschirmjäger nach einer Ausbildungsübung im arktischen Barneo mit ihren verpackten Waffen den Flughafen von Longyearbyen für den Rückflug genutzt. Kadyrow begrüßte sie persönlich bei ihrer Rückkehr auf dem Flughafen von Grosny.
Im März 2021 veröffentlichte die Nowaja gaseta einen Artikel von Jelena Milaschina, der sich auf Aussagen eines ehemaligen Offiziers der Kadyrowzy stützt. Dieser habe ausgesagt, dass die Kadyrowzy Menschen im Keller des Regimentquartiers zu Tode foltern.
Laut einem Bericht im Spiegel (Dezember 2021) bestritten die Kadyrowzy die Vorwürfe und verlangten von der Zeitung Nowaja gaseta die Einstellung der „Beleidigungen“ unter Androhung nicht näher bezeichneter Konsequenzen.

### Russisch-Ukrainischer Krieg seit 2014
Mit dem Ausbruch des Ukrainekriegs 2014 tauchten geschlossene Verbände der tschetschenischen Kämpfer in der Ostukraine auf, bei denen es sich vermutlich um Kadyrowzy handelte; Kadyrow widersprach jedoch diesen Berichten. Der Kommandant der rund 300 für die Separatisten kämpfenden Tschetschenen behauptete, auf eigene Faust in den Krieg gezogen zu sein, Beobachter vermuteten hingegen, dass sie ein Gegengewicht zu tschetschenischen Freiwilligen darstellen sollten, die auf Seiten der Ukraine kämpften.

### Russischer Überfall auf die Ukraine 2022
Mit der Eskalation des Ukrainekriegs durch den russischen Überfall auf die Ukraine wurden drei Bataillone der Kadyrowzy vor allem als Militärpolizei und Sperrverbände für die russischen Truppen als Teil der russischen Armee in die Ukraine entsandt.
Nach Einschätzung ukrainischer Stellen kämpfen etwa 1.200 Kadyrowzy in der Ukraine (ukrainischer Geheimdienst 2022), nach Angaben Kadyrows (2023) jedoch 21.000.
In verschiedenen Medien, die sich auf Informationen ukrainischer Sicherheitsbehörden beriefen, hieß es, dass eine Einheit der Kadyrowzy in der Ukraine, die den Auftrag gehabt habe, den ukrainischen Präsidenten Wolodymyr Selenskyj zu töten, nach Angaben von Oleksij Danilow von ukrainischen Sicherheitskräften eliminiert worden sei, allerdings konnten diese Informationen nicht unabhängig bestätigt werden. Die Informationen über das Attentat seien, so Oleksij Danilow, zuvor vom russischen Inlandsgeheimdienst FSB an ukrainische Sicherheitsbehörden übermittelt worden, da sich der FSB nicht am Krieg beteiligen wolle.
Augenzeugen des Massakers von Butscha berichteten, dass zu Beginn der Besatzung Butschas „junge Soldaten“ vor Ort gewesen seien, ehe sie durch andere russische Kräfte (darunter „tschetschenische Truppen“) abgelöst worden seien und die systematischen Angriffe auf Zivilisten damit einhergehend begonnen hätten. Funksprüche aus dem nördlichen Großraum Kiew, die vom deutschen Bundesnachrichtendienst abgehört wurden, deuten darauf hin, dass die Hinrichtungen, Vergewaltigungen und Folterungen der russischen Soldaten an den Zivilisten von der russischen Militärführung angeordnet wurden, um die örtliche Bevölkerung in Angst zu versetzen und ihren Durchhaltewillen zu brechen.
Der Geheimdienst des ukrainischen Verteidigungsministeriums (HUR) meldete, dass es zwischen Einheiten der russischen Streitkräfte zu Schusswechseln mit Beteiligung von mehr als 100 Soldaten gekommen sei. Dem HUR zufolge habe es sich dabei zum einen um Verteilungskämpfe um geplünderte Kriegsbeute zwischen Kadyrowzy und burjatischen Soldaten gehandelt. Ein weiterer Grund für den Schusswechsel zwischen den zwei ethnisch verschiedenen Einheiten sei eine empfundene Ungleichbehandlung gewesen. So seien Kadyrowzy im Gegensatz zu burjatischen Soldaten nicht an der Front eingesetzt und außerdem dafür verantwortlich, die Frontsoldaten (notfalls mit Waffengewalt) von einem Rückzug bzw. von einer Frontflucht abzuhalten.
Ende Juni 2022 kündigte Kadyrow die Schaffung von vier neuen Bataillonen an, die nach Kadyrows Vater als Achmat benannt wurde. Die als Privatarmee bezeichnete Achmat-Truppe ging im Juni 2023 einen Vertrag mit dem russischen Verteidigungsministerium ein, sich am Krieg gegen die Ukraine zu beteiligen.
Entgegen der in Medien verbreiteten Ansicht ineffektiver und selbstdarstellerischer TikTok-Soldaten gelten die Soldaten Kadyrows als kampffähig und gut ausgebildet, sie waren an der Eroberung Mariupols beteiligt, wie auch am Massaker von Butscha. Eine der Aufgaben der Kadyrowzy ist es, laut Aussage von Gennadi Semigin, Mitglied des russischen Parlaments, im Rücken der russischen Soldaten als „Sperreinheiten“ zu wirken, also russische Soldaten mit Waffengewalt daran zu hindern, sich zurückzuziehen.